# Leden 2020

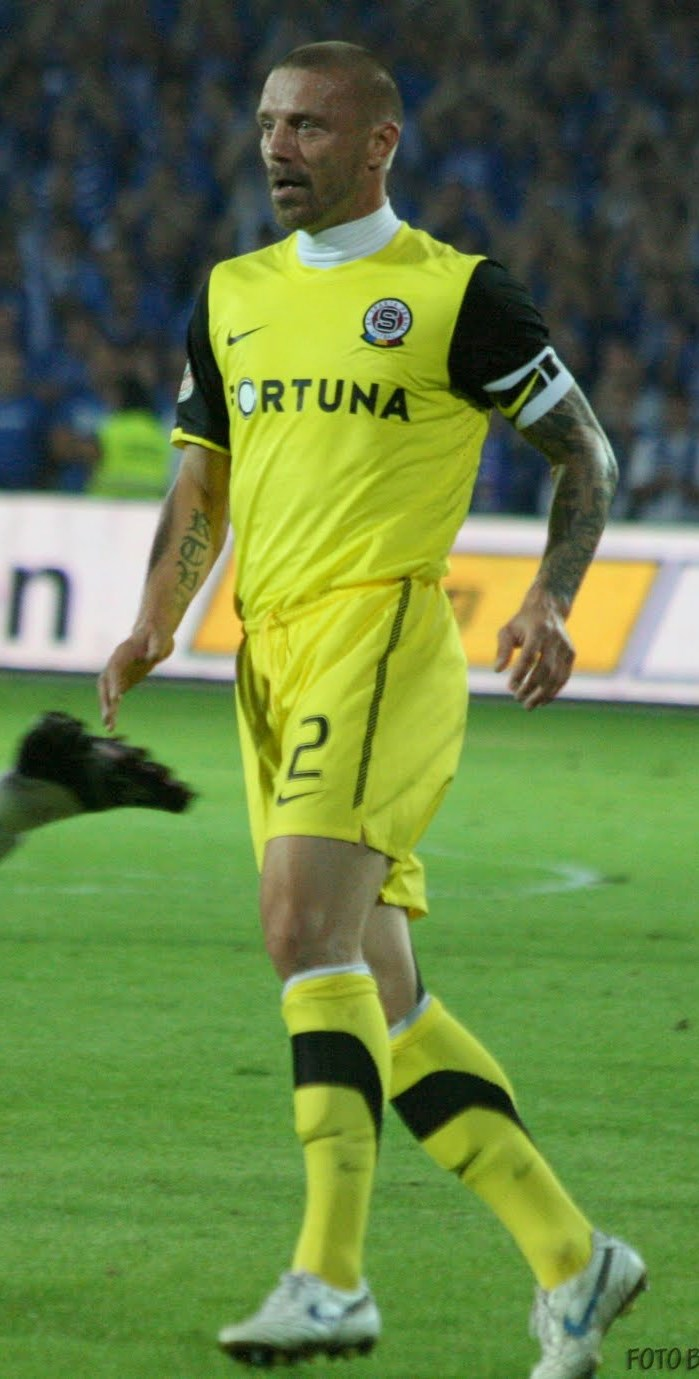
Tomáš Řepka

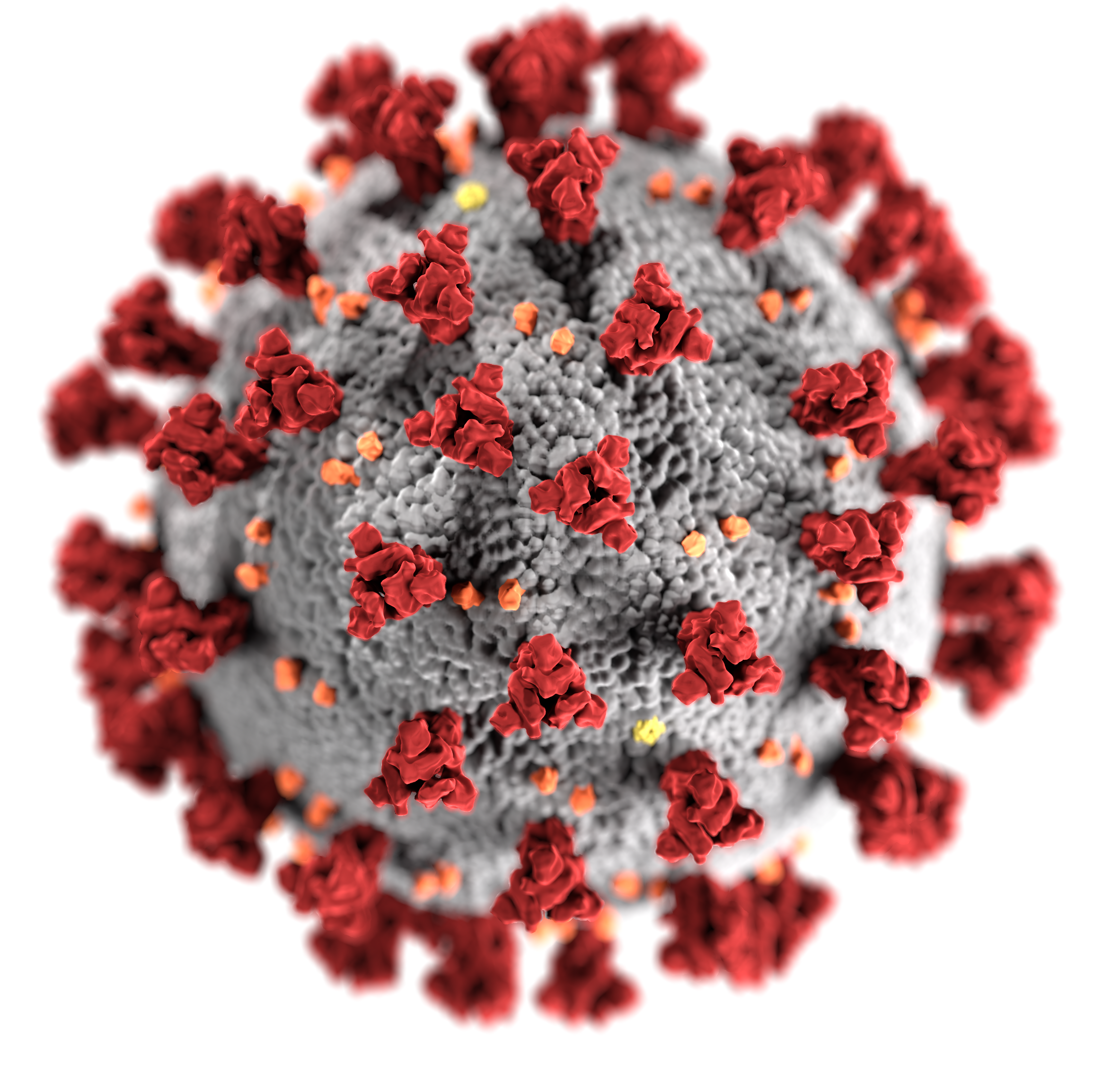
schema koronaviru

Toto je archivovaný článek z portálu Aktuality.
1. ledna – středa

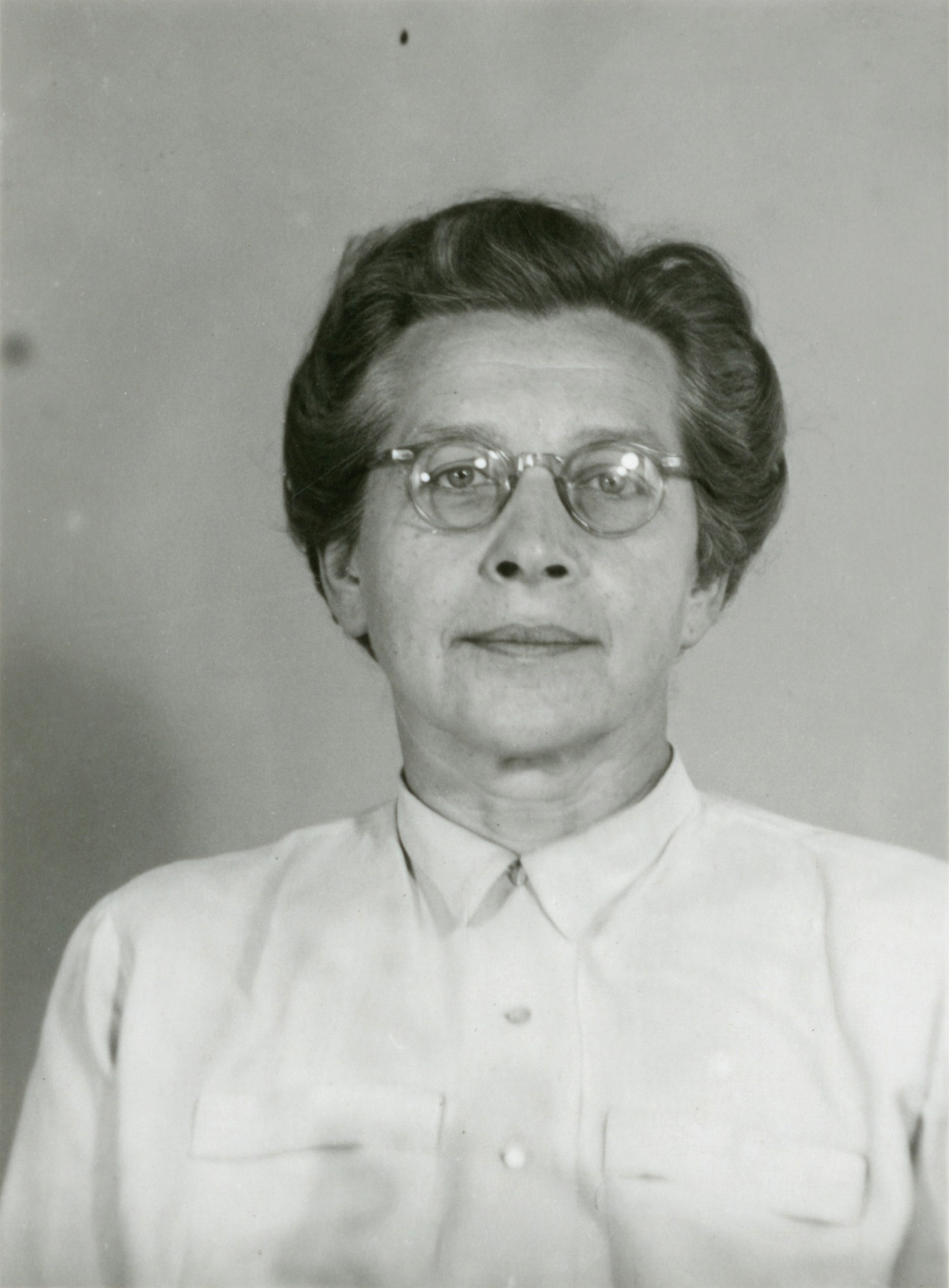
Milada Horáková

 Slovenská prezidentka Zuzana Čaputová udělila in memoriam Miladě Horákové (na obrázku) Řád bílého dvojkříže I. třídy. 
2. ledna – čtvrtek
 V súdánské provincii Severní Dárfúr havaroval vojenský letoun An-12, všech 15 osob na palubě zahynulo. 
3. ledna – pátek
 Americké ozbrojené síly zaútočily na konvoj proíránských milic nedaleko Mezinárodního letiště Bagdádu. Při útoku byl zabit íránský generál Kásim Sulejmání, velitel Jednotek Quds a velitel iráckých Lidových mobilizačních sil Abú Mahdí Muhandis. 
4. ledna – sobota

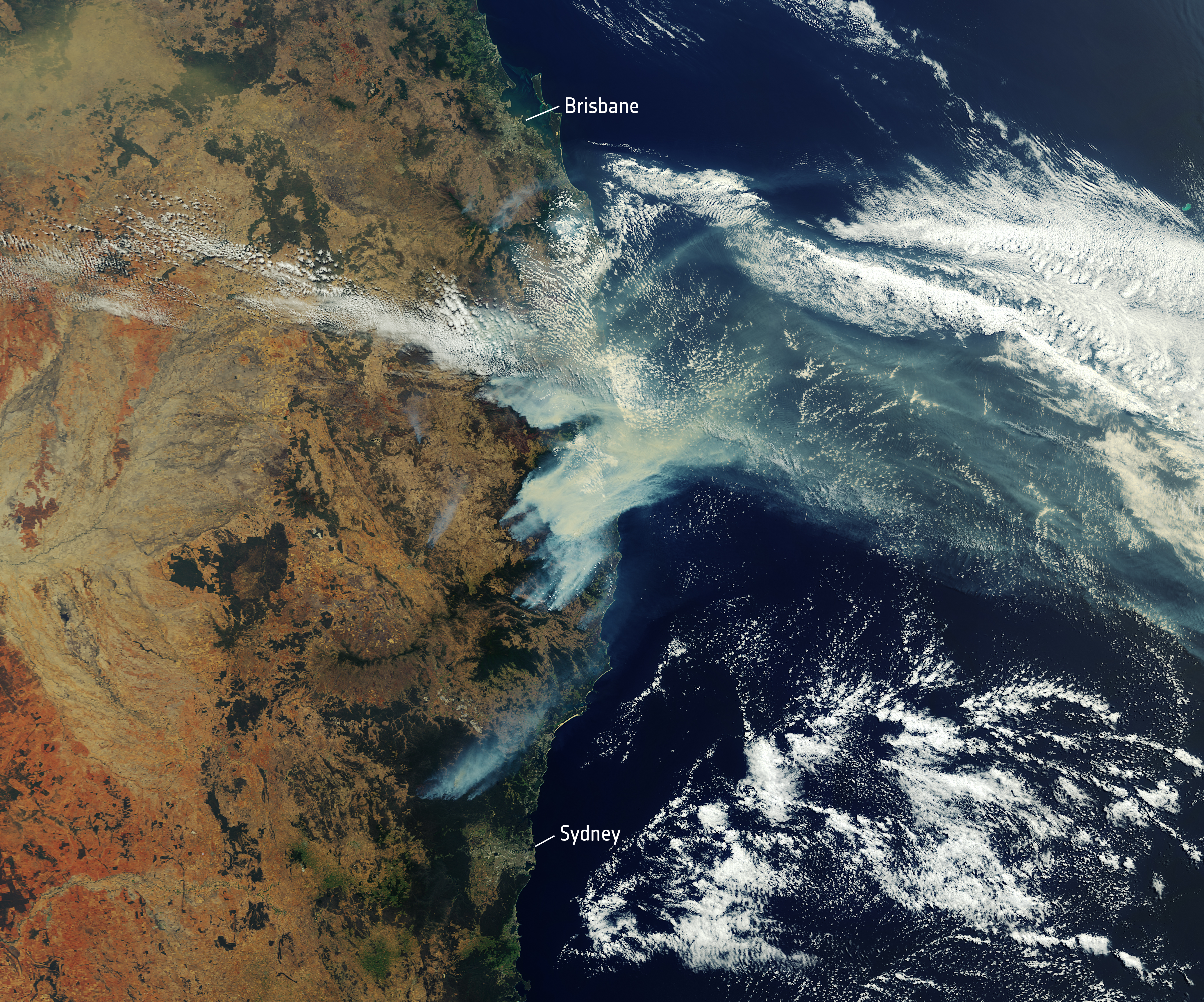
Požáry v Austrálii

 Australská vláda mobilizovala armádní zálohy k potlačení požárů buše (na obrázku) , které si vyžádaly úmrtí 23 lidí a odhadem 480 milionů kusů zvířat. 
5. ledna – neděle
 Irácký parlament vyzval vládu, aby ukončila přítomnost zahraničních vojáků v zemi. 
 Turecká armáda vstoupila do Libye, aby chránila mezinárodně uznávanou vládu sídlící v Tripolisu. 
 V chorvatských prezidentských volbách zvítězil bývalý premiér Zoran Milanović nad dosavadní prezidentkou Kolindou Grabarovou Kitarovičovou. 
 V saúdskoarabské Džiddě začal 42. ročník Rallye Dakar. 
6. ledna – pondělí
 Občanská válka v Libyi: Libyjská národní armáda pod vedením polního maršála Haftara dobyla strategický přístav Syrta. 
 Krajský soud v Plzni na zkušební dobu 3 roky podmíněně propustil z výkonu trestu ve vězení fotbalistu Tomáše Řepku (na obrázku), který měl oficiálně vězení opustit až v dubnu 2021. 
8. ledna – středa
 Letadlo Ukrajinských aerolinií bylo  sestřeleno krátce po startu z Mezinárodního letiště Imáma Chomejního u Teheránu. Nikdo ze 176 lidí na palubě nepřežil. 
9. ledna – čtvrtek
  Ve švýcarské Lausanne byly slavnostně zahájeny III. zimní olympijské hry mládeže 2020. 
 Dolní sněmovna Spojeného království schválila zákon o Brexitu. 
 Zemřel Ivan Passer, filmový scenárista a režisér, osobnost Nové vlny československého filmu. 
10. ledna – pátek
 Irácký premiér Ádil Abdal Mahdí vyzval USA k předložení plánu na úplné stažení vojsk ze země. 
11. ledna – sobota

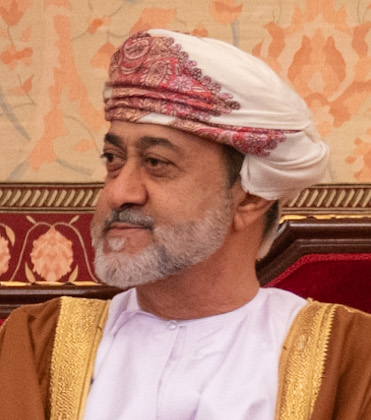
Hajsám bin Tárik Saíd

 Novým ománským sultánem se stal Hajsám bin Tárik Saíd (na obrázku), jenž na trůn nastoupil po úmrtí svého bratrance Kábúse ibn Saída, který zemi vládl bezmála 50 let. 
 Tchajwanská prezidentka Cchaj Jing-wen ve volbách obhájila svůj mandát na další čtyřleté období.
12. ledna – neděle
 Rezignoval abchazský prezident Raul Chadžimba. 
13. ledna – pondělí
 Na Slovensku začal soud s obžalovanými v případu vraždy Jána Kuciaka a Martiny Kušnírové. 

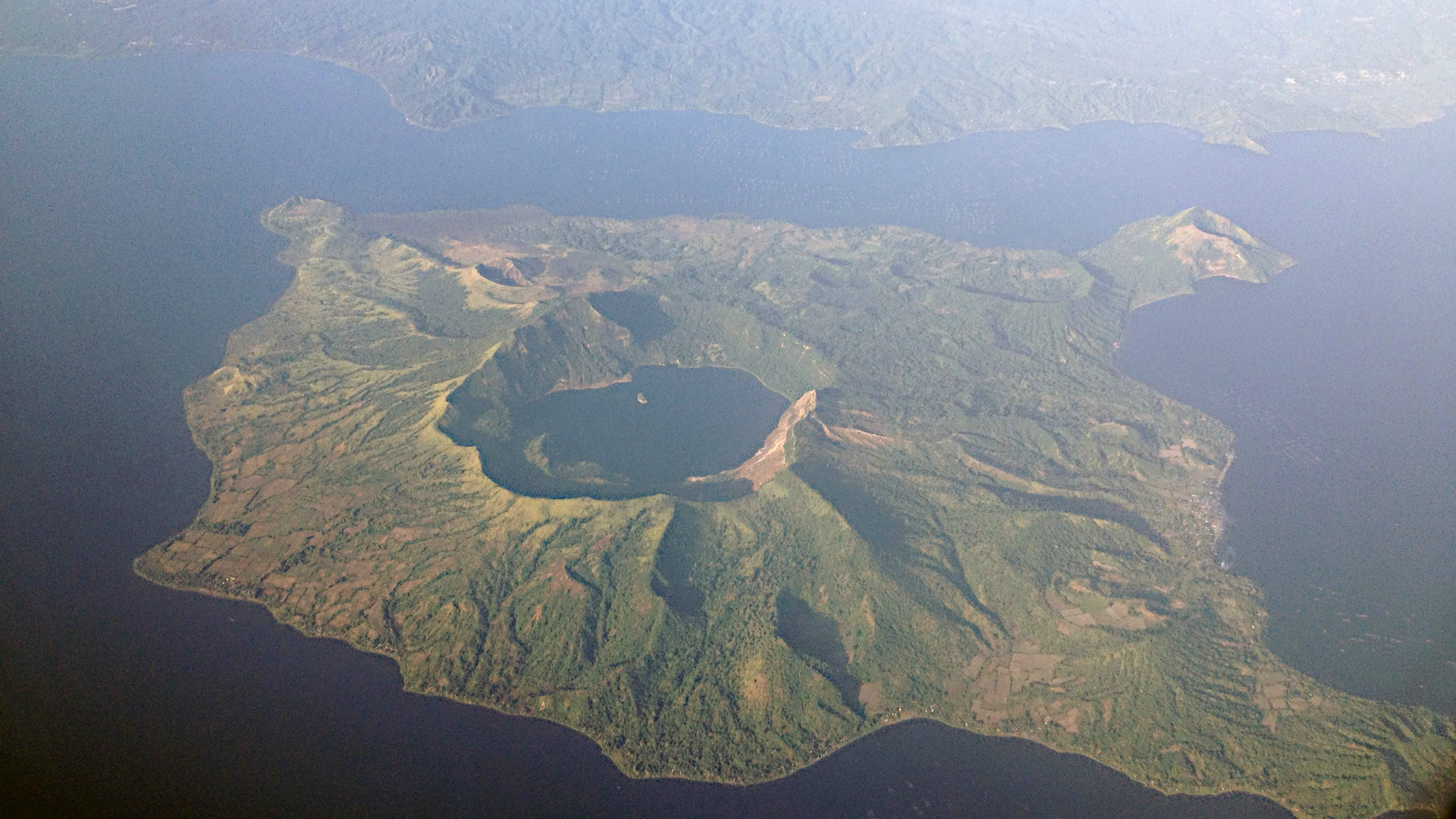
sopka Taal

 Po výbuchu vulkánu Taal (na obrázku) na filipínském ostrově Luzon byl dočasně přerušen provoz mezinárodního letiště v Manile. 
 Správa železnic začala na úseku Brno - Břeclav s testováním rychlosti 200 km/h. 
14. ledna – úterý
 Společnost Microsoft ukončila podporu operačního systému Windows 7. 
15. ledna – středa
 Turecké úřady po dvou a půl letech přestaly blokovat přístup na stránky online encyklopedie Wikipedie. 
 Ruská vláda podala demisi. Jako nového premiéra navrhl prezident Vladimir Putin ekonoma Michaila Mišustina. 
17. ledna – čtvrtek
 Ve věku 95 zemřel anglický spisovatel Christopher Tolkien autor knihy Silmarillion kroniky Středozemě. 
18. ledna – sobota
 V obci Štěpánov nad Svratkou byl zaznamenán výskyt ptačí chřipky. Jedná se o první výskyt v Česku od roku 2017. 
19. ledna – neděle
 Ve věku 92 let zemřela Hana Ezrová-Kopáčková, bývalá kapitánka československé basketbalové reprezentace. 
 Požár v domově pro hendikepované ve Vejprtech na Chomutovsku si vyžádal osm mrtvých a 30 zraněných. 
 Společnost SpaceX provedla úspěšný test nouzového přerušení letu rakety Falcon 9 a záchranného systému lodi Crew Dragon. 
20. ledna – pondělí

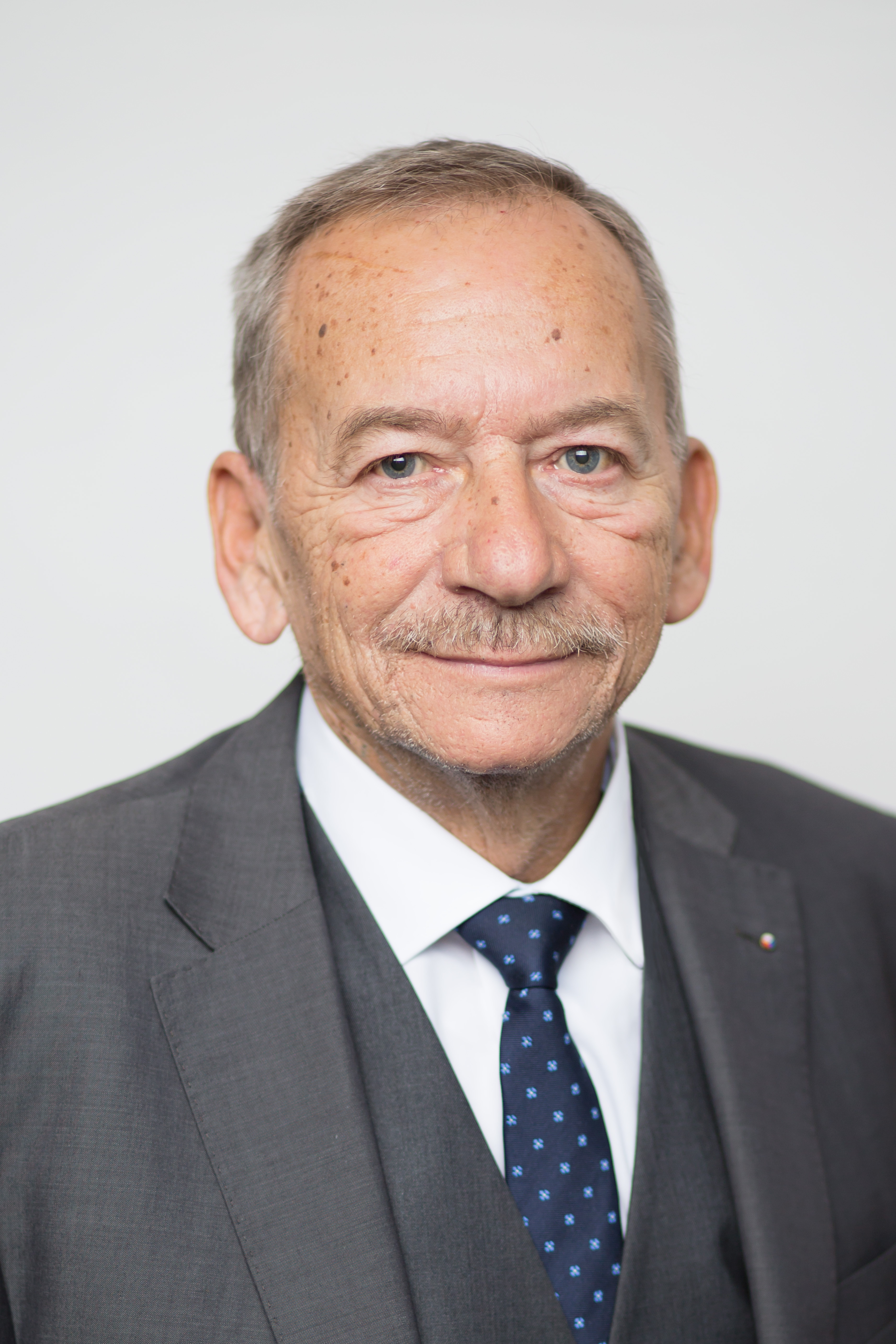
Jaroslav Kubera

 Ve věku 72 let zemřel předseda Senátu České republiky Jaroslav Kubera (na obrázku). 
 Ruský prezident Vladimir Putin navrhl Radě federace odvolání Jurije Jakovleviče Čajky z funkce generálního prokurátora. 
21. ledna – úterý
 Ministr dopravy Vladimír Kremlík bude panem premiérem Andrejem Babišem odvolán z funkce (v resortu bude mít na starost pouze některé projekty). V místě ho má nahradit Karel Havlíček, který diskutuje o možném spojení Ministerstev Dopravy a Průmyslu. 
 Ve věku 77 let zemřel Terry Jones, velšský komik, režisér a člen komediální skupiny Monty Python. 
22. ledna – středa
 V Lausanne proběhl závěrečný ceremoniál, který oficiálně ukončil Zimní olympijské hry mládeže 2020 a předal pomyslnou štafetu do Kangwonu. Česká výprava si odvezla jednu zlatou, dvě stříbrné a jednu bronzovou medaili. Z mezinárodních týmových soutěží získala dvě zlaté a dvě bronzové medaile.
 Americký senát zahájil projednávání impeachmentu prezidenta Donalda Trumpa. 
23. ledna – čtvrtek
 Mezinárodní soudní dvůr nařídil Myanmaru, aby přijal veškerá opatření k ochraně etnické skupiny Rohingů. 
 Německý ministr vnitra Horst Seehofer zakázal neonacistickou organizaci Combat 18. 
 Britská královna Alžběta II. podepsala prováděcí zákon k brexitové dohodě, který tak vstoupil v platnost. 

čas do Posledního soudu

 Vědci posunuli minutovou ručičku tzv. Hodin Posledního soudu (na obrázku) blíže půlnoci a vyhlásili, že zbývá 100 vteřin do zkázy lidstva.
24. ledna – pátek
 Turecko zasáhlo zemětřesení o síle 6,8 Mw.
 Spojené státy americké oficiálně protestovaly proti zavedení digitální daně v Česku. 
 Kvůli koronaviru, který se objevil ve Wu-chanu na konci roku 2019, byla čínskými úřady zřízena karanténa, v níž se ocitlo 37 milionů lidí. 

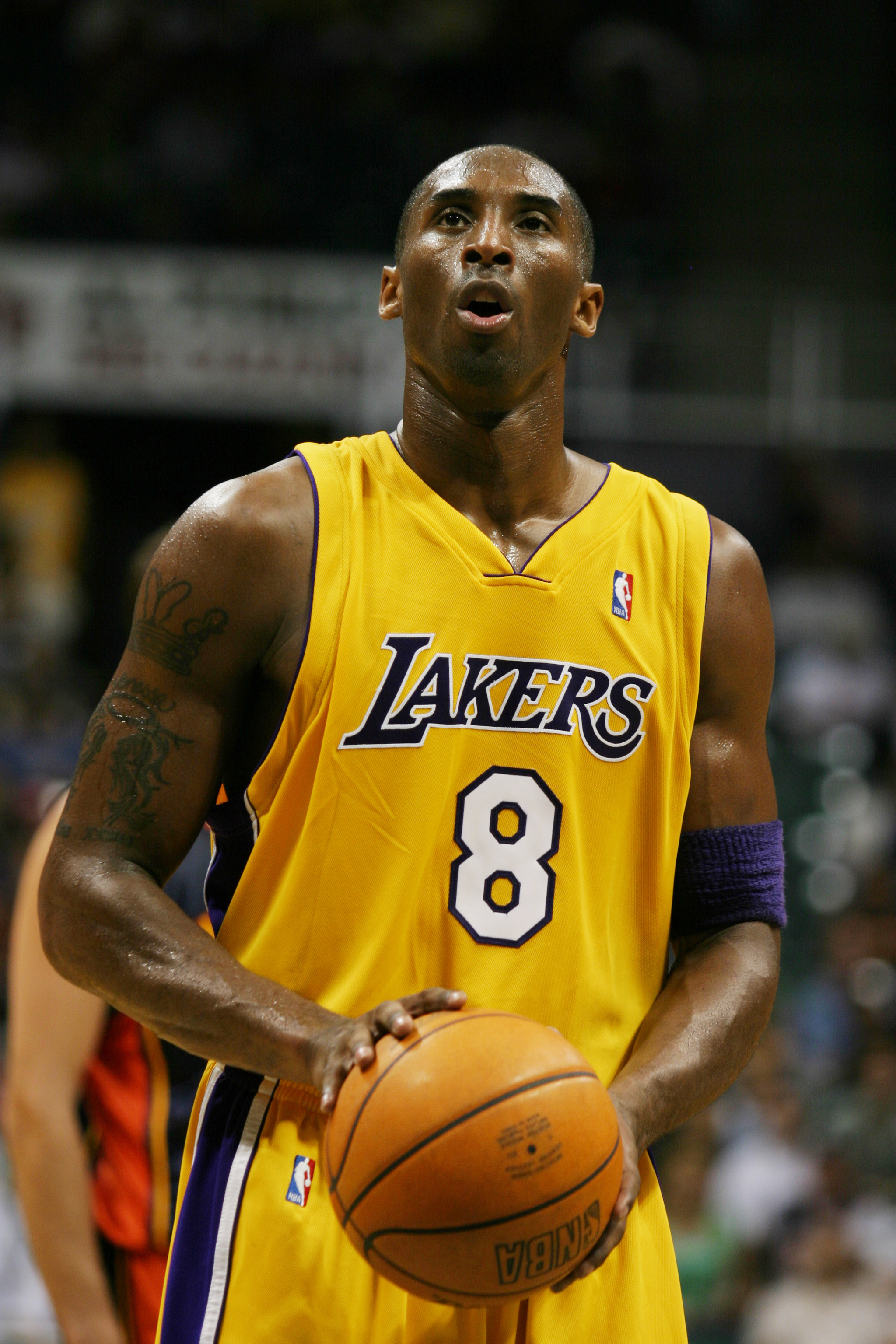
Kobe Bryant

26. ledna – neděle
 Ve věku 41 let při leteckém neštěstí zahynul americký basketbalista Kobe Bryant (na obrázku). 
27. ledna – pondělí
 Česká vláda vyhlásila státní smutek za Jaroslava Kuberu, a to na pondělí 3. února. 
28. ledna – úterý
 Syrská armáda dobyla město Ma'arat an-Numán ležící na strategické dálnici mezi Aleppem a Homsem na jihu provincie Idlib. Město bylo pod kontrolu opozice od roku 2012. 
29. ledna – středa
 Evropský parlament schválil dohodu o vystoupení Velké Británie z Evropské unie, jehož termín byl stanoven na pátek 31. ledna. 
30. ledna – čtvrtek
 Světová zdravotnická organizace vyhlásila probíhající epidemii koronaviru (na obrázku) 2019-nCoV za globální stav zdravotní nouze.
 Ve věku 87 let zemřel Luboš Dobrovský, novinář, disident, bývalý ministr obrany Československa a kancléř prezidenta republiky. 
 Společnost Avast zrušila svou divizi Jumpshot, která se zabývala prodejem dat o chování uživatelů jejich produktů. 
31. ledna – pátek
 Spojené království po 47 letech vystoupilo z Evropské unie. 
 Státní zdravotní ústav potvrdil probíhající epidemii chřipky na celém území Česka. 